# Marcel Pellegrin
Marcel Pellegrin (* 24. Dezember 1907 in Arles, Ortsteil Salin-de-Giraud; † 20. Dezember 1974 in Martigues) war ein französischer Fußballspieler.

## Karriere
Pellegrin begann das Fußballspielen als Abwehrspieler bei einem lokalen Verein aus seinem Heimatort Salin-de-Giraud; später trug er das Trikot des Amateurklubs AS Bones. Von dort aus ging er ins französisch besetzte Algerien und spielte bei einem Klub aus der Hauptstadt Algier. Als er 1929 nach Frankreich zurückkehrte, wurde er bei seinem ursprünglichen Verein aus Salin-de-Giraud wieder aufgenommen. Im Jahr 1930 war es mit Olympique Marseille der französische Meister des Jahres 1929, der ihn unter Vertrag nahm; aufgrund des Fehlens einer Profiliga behielt der Spieler allerdings seinen Amateurstatus.
In den darauffolgenden Jahren konnte er mit Marseille zwar keinen Titelgewinn verzeichnen, sicherte sich jedoch die Teilnahme an der Division 1, die 1932 als nationale oberste Spielklasse und Profiliga eingeführt wurde. Nachdem er den Auftakt des bezahlten Profifußballs in Frankreich verpasst hatte, wurde er am 18. September 1932 und damit am zweiten Spieltag bei einem 3:1-Erfolg gegen Olympique Nîmes erstmals in der Erstklassigkeit aufgeboten. Direkt im Anschluss absolvierte er zwei weitere Spiele, wobei der 3:1-Sieg gegen den FC Mulhouse sein drittes und letztes Erstligaspiel darstellte. Seine Teamkameraden sicherten der Mannschaft zum Saisonende die Vizemeisterschaft, während Pellegrin sich gleichzeitig für eine Beendigung seiner Laufbahn im Fußball entschied.